# IOS 8
iOS 8 é a oitava atualização do sistema operacional móvel iOS criado pela Apple Inc., sucedendo ao iOS 7. Foi anunciado na conferência de software anual da empresa, a WWDC 2014, no dia 2 de junho de 2014, e lançado no dia 17 de setembro de 2014. Um novo aplicativo chamado Saúde e um framework para desenvolvedores correspondente chamado de HealthKit estão disponíveis. O Siri suporta ativação sem usar as mãos e identificação de músicas usando o serviço do Shazam. Mensagens de voz e vídeo são deletadas automaticamente a não ser que o usuário as salve para futuras referências. A atual versão e o 8.4.1

## Novos recursos

### Fotos e Câmera
O aplicativo de fotos contém mais opções de edição de imagem. O recurso de corte agora permite que você gire a imagem no sentido horário e anti-horário. Além disso, você pode definir o brilho e as cores desejadas para suas imagens. O aplicativo da câmera possui um temporizador, que pode ser ajustado para 3 ou 10 segundos. Além disso, o aplicativo Câmera possui o recurso Time-lapse.

### Central de Notificações
A Central de Notificações do iOS 8 é muito mais aperfeiçoada do que a do iOS 7 e o 7.1. Agora você pode adicionar e remover widgets na Central de Notificações com a opção "Editar". Além disso, você pode reorganizar os widgets de notificação. Agora no iOS 8 o botão "limpar" é mais visível, e esse botão de limpeza é usado para limpar notificações da Central de Notificações.

### Mensagens
Os usuários podem enviar mensagens de áudio e vídeo somente pressionando o botão de gravação. Nas conversas em grupo, os usuários podem adicionar ou remover qualquer um de um grupo, nomea-lo, compartilhar suas localizações, ver todos os arquivos de mídia, e ligar o modo Não Perturbe para não receber notificações de um grupo específico.

### Design
O iOS 8 possui o mesmo design do iOS 7, entretanto, possui pequenas melhorias como a adição de transparência e efeitos de animação mais rápidos. A interface multitarefa agora mostra uma lista de ligações recentes e de contatos favoritos.

### Teclados
O iOS 8 inclui um novo recurso de digitação preditiva nomeado iOS 8. Ele mostra seleções de palavras em cima do teclado enquanto você digita. Esse recurso pode ser desligado nos Ajustes, ou escondido usando um gesto. Além do mais, o iOS 8 possibilita a instalação de teclados de terceiros. Vários desenvolvedores constataram que trarão seus teclados para o iOS, alguns deles incluem Minuum Swype, SwiftKey, Fleksy e Adaptxt.

### Compartilhamento familiar
Novidade para o iOS 8, um usuário pode adicionar outros seis membros da família. Os membros da família podem compartilhar aplicativos comprados, músicas e livros usando o mesmo cartão de crédito. O iOS pode automaticamente configural o compartilhamento de fotos com todos membros da família. O calendário também pode ser sincronizado com todos membros da família.

### iCloud Drive
O iCloud Drive é um serviço de hospedagem de arquivos para dispositivos com o iOS 8 ou OS X Yosemite. Esse recurso faz com que os usuários possam salvar fotos, vídeos, documentos (Keynote, Pages e Numbers), músicas e outros dados de aplicativos no iCloud. Os usuários podem iniciar qualquer trabalho em outro dispositivo. Por padrão, os usuários poderão começar com 5GB de armazenamento de graça, mas esse espaço poderá ser aumentado através da assinatura de planos.

### HealthKit
O HealthKit é um serviço que possibilita os desenvolvedores fazer aplicativos integrados com o novo aplicativo Saúde. Este aplicação permite aos usuários controlar seus passos, oxigênio, níveis de sono e outros dados relacionados com a saúde. Além disso, os usuários podem inserir seu histórico médico, para que o aplicativo possa ajuda-los melhor. Em um comercial para o iPhone 5S, o som de exercício Chicken Fat é usado para promover esse serviço.

### Continuidade
A continuidade permite que os usuários compartilhem emails e sites através do Wi-Fi. Esse recurso também possibilita que os usuários respondam à mensagens de texto e chamadas de seu iPhone em seu Mac ou iPad. Esse recurso é suportado somente em Macs compatíveis com o OS X Yosemite ou por dispositivos com o iOS 8.

### Spotlight
No iOS 8, o Spotlight é integrado com um número de serviços da internet, assim os usuários podem pesquisar usando a Wikipédia, o Bing ou o Google. Outros serviços incluem: notícias, lugares próximos, sites sugeridos, horários de filmes e conteúdos que ainda não estão no dispositivo pela iTunes Store.

### Ligações por Wi-Fi
No iOS 8, a Apple integrou a ligação Wi-Fi. Esse serviço permite ligações telefônicas pelo Wi-Fi. Conforme a Computerworld, a Vodafone tem poder de fornecer esse serviço para seus consumidores na Austrália. Desde o beta 3, as ligações por Wi-Fi estão disponíveis para consumidores da T-Mobile nos Estados Unidos.

## Atualizações
A última versão menor do iOS 8 lançada foi o iOS 8.1, no dia 20 de outubro de 2014, apresentando uma série de melhorias e correções de bugs além de suporte ao Apple Pay nos Estados Unidos, o retorno do Rolo da Câmera, a iCloud Photo Library (recurso ainda beta) e algumas mudanças estéticas no sistema. Já a última revisão do iOS 8 lançada foi a 8.1.3, no dia 27 de janeiro de 2015, incluindo correções de erros, redução da quantidade de espaço necessário para realizar uma atualização de software, entre outros ajustes.

## Dispositivos com o iOS 8
A Apple anunciou o iOS 8 no dia 2 de junho de 2014, em sua conferência anual WWDC, com o lançamento anunciado para o Outono (no Hemisfério Norte) ou para a Primavera (no Hemisfério Sul) de 2014. Com esse lançamento, a Apple continua o ciclo para terminar o suporte à dispositivos mais antigos. Porém, ao contrário dos lançamentos passados, dos quais o suporte foi terminado em 2 disposivos, o iOS 8 só terminou com o suporte de um dispositivo, especificamente, o iPhone 4. Os dispositivos suportados incluem o iPhone 4S e superiores, o iPod Touch (5ª geração), o iPad 2 e superiores e o iPad mini (1ª geração) e superiores. O iPad 2 é também o primeiro dispositivo de maior duração da Apple, por suportar 5 grandes versões do iOS, juntamente com as versões 4, 5, 6 e 7. Apesar do iOS 8 ser lançado somente em versões beta (experimentais) e ser especificamente feito para o uso de desenvolvedores da Apple, foi confirmado que  os não-desenvolvedores serão permitidos para instalar o software em seus dispositivos.

## Suporte

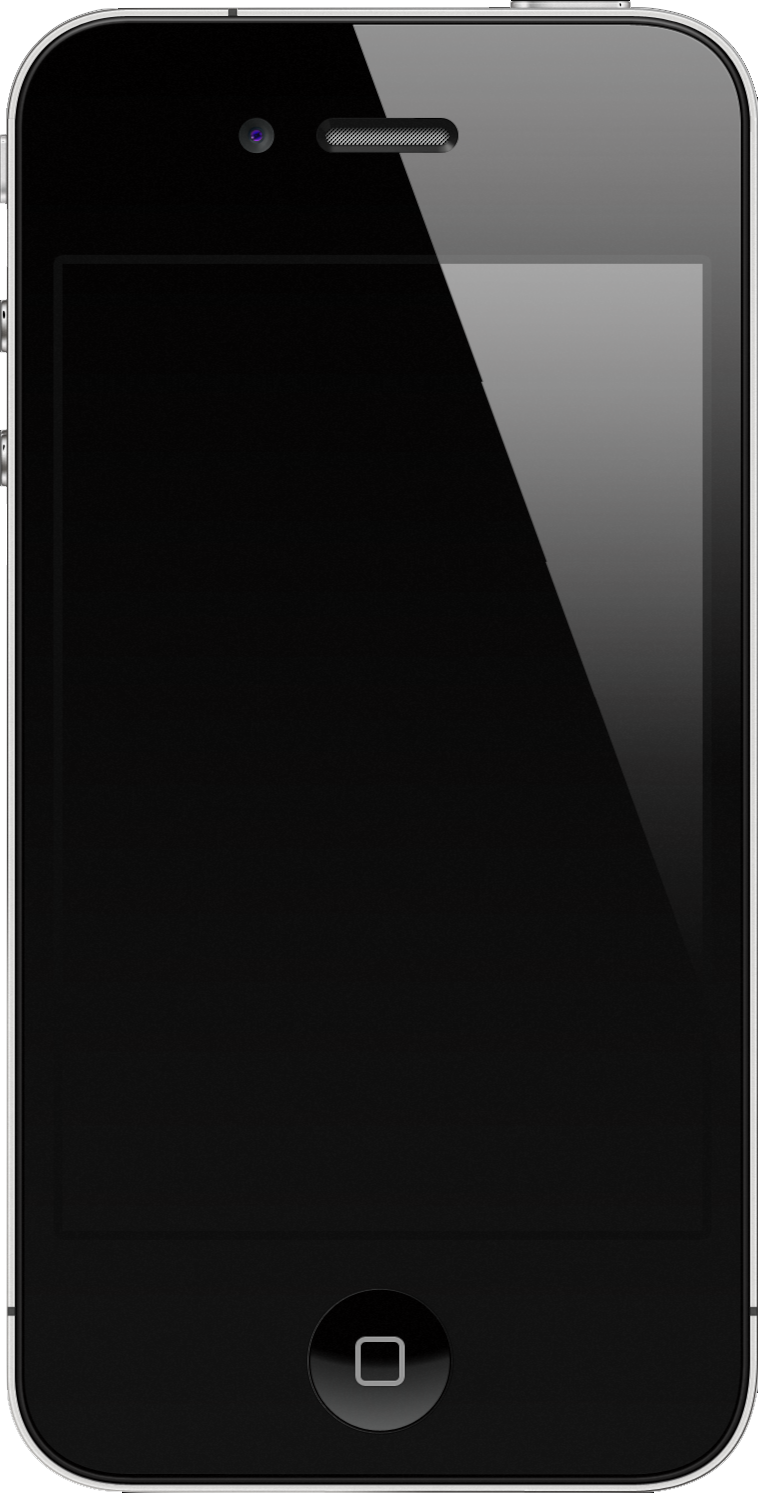
iPhone 4s
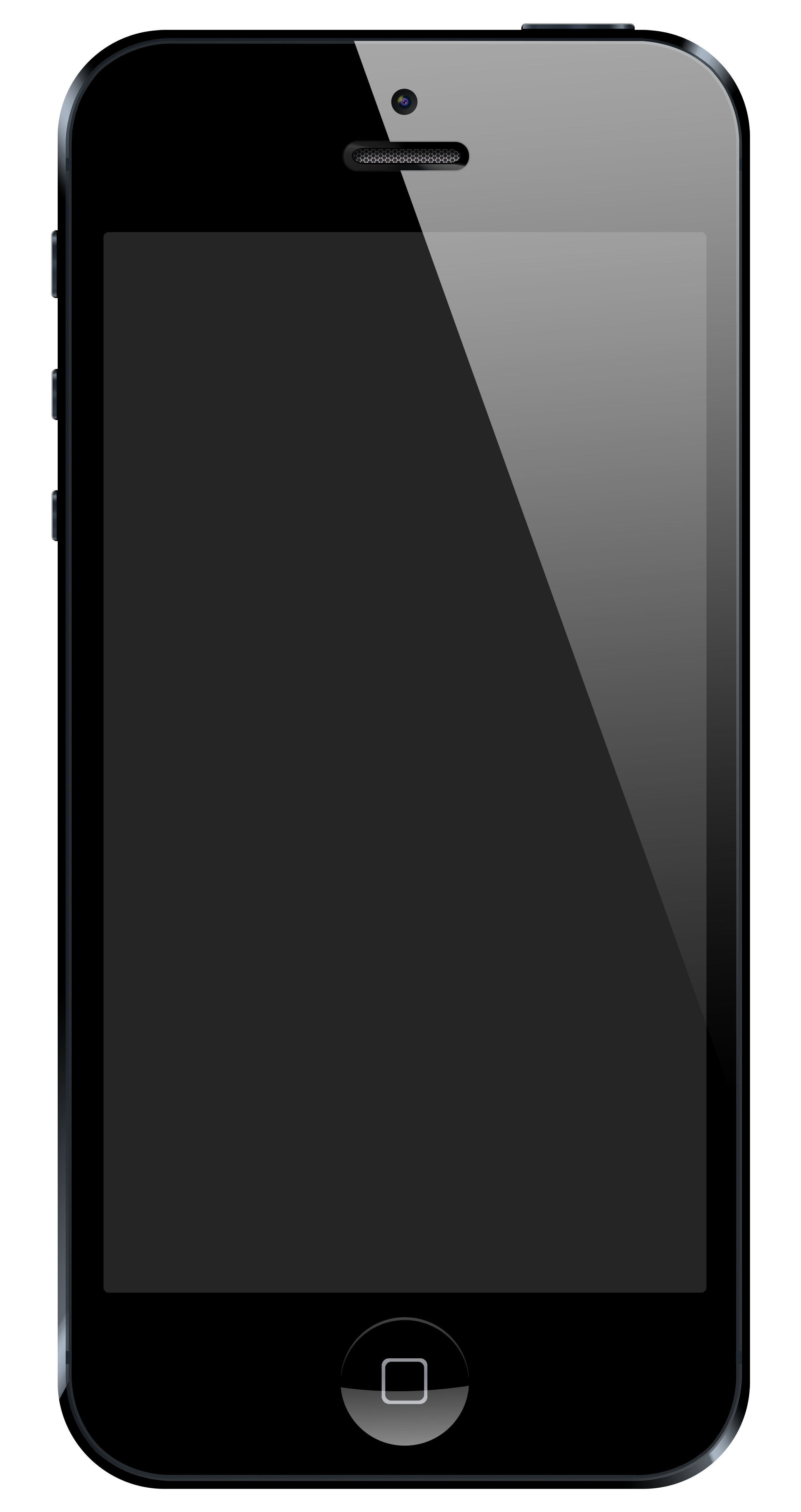
iPhone 5
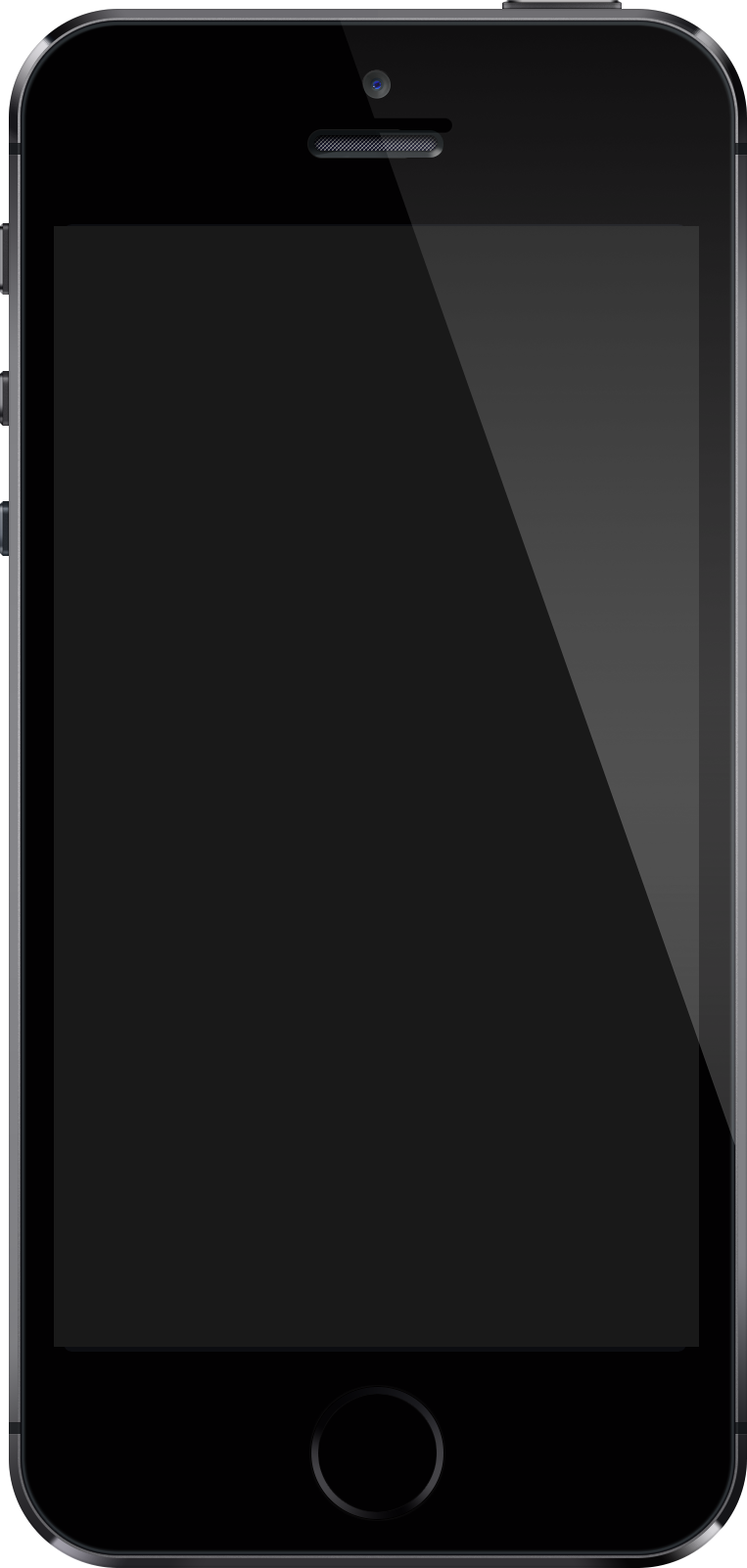
iPhone 5s
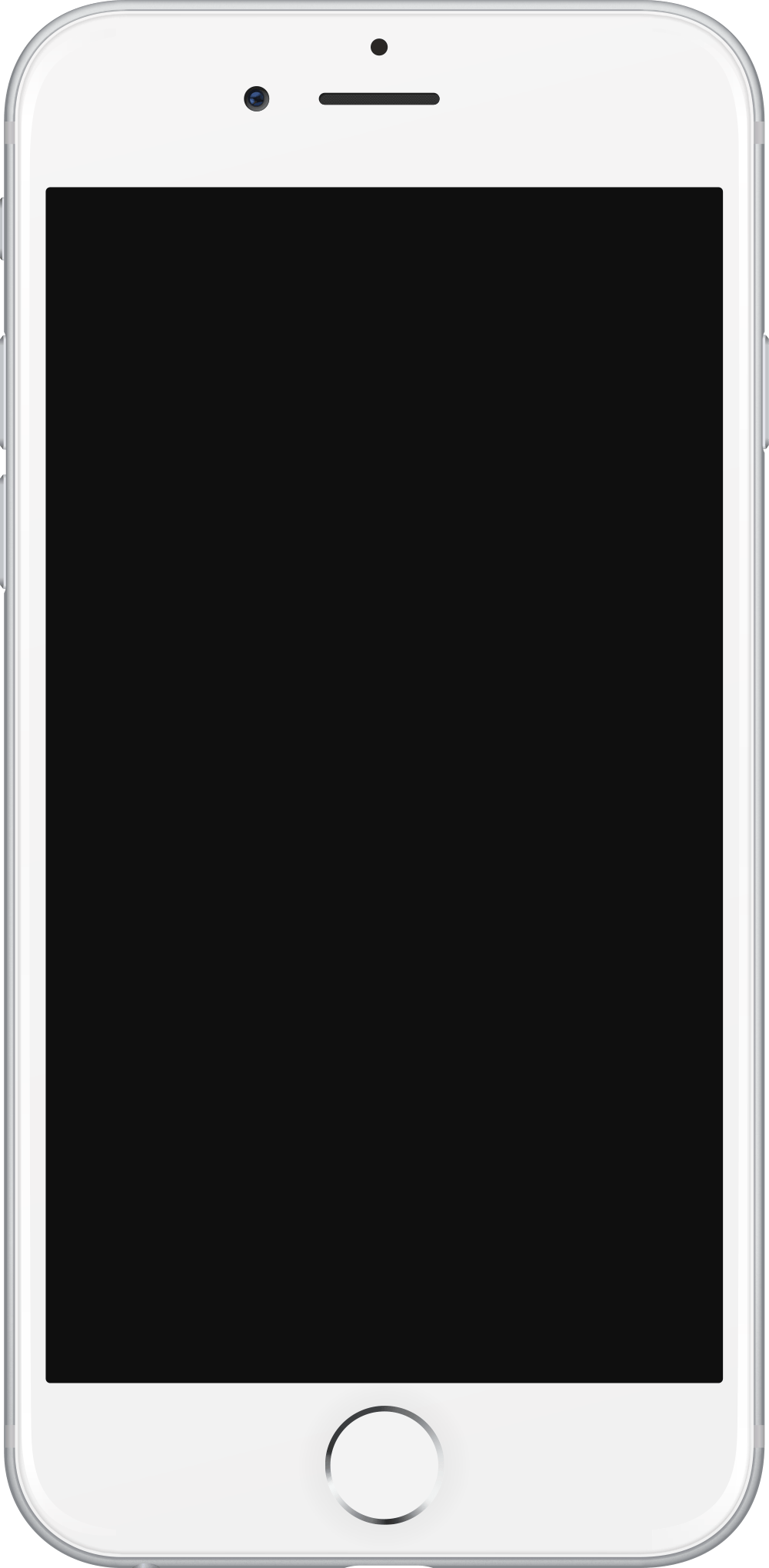
iPhone 6 e 6 Plus
iPod touch de 5ª geração e 6ª geração
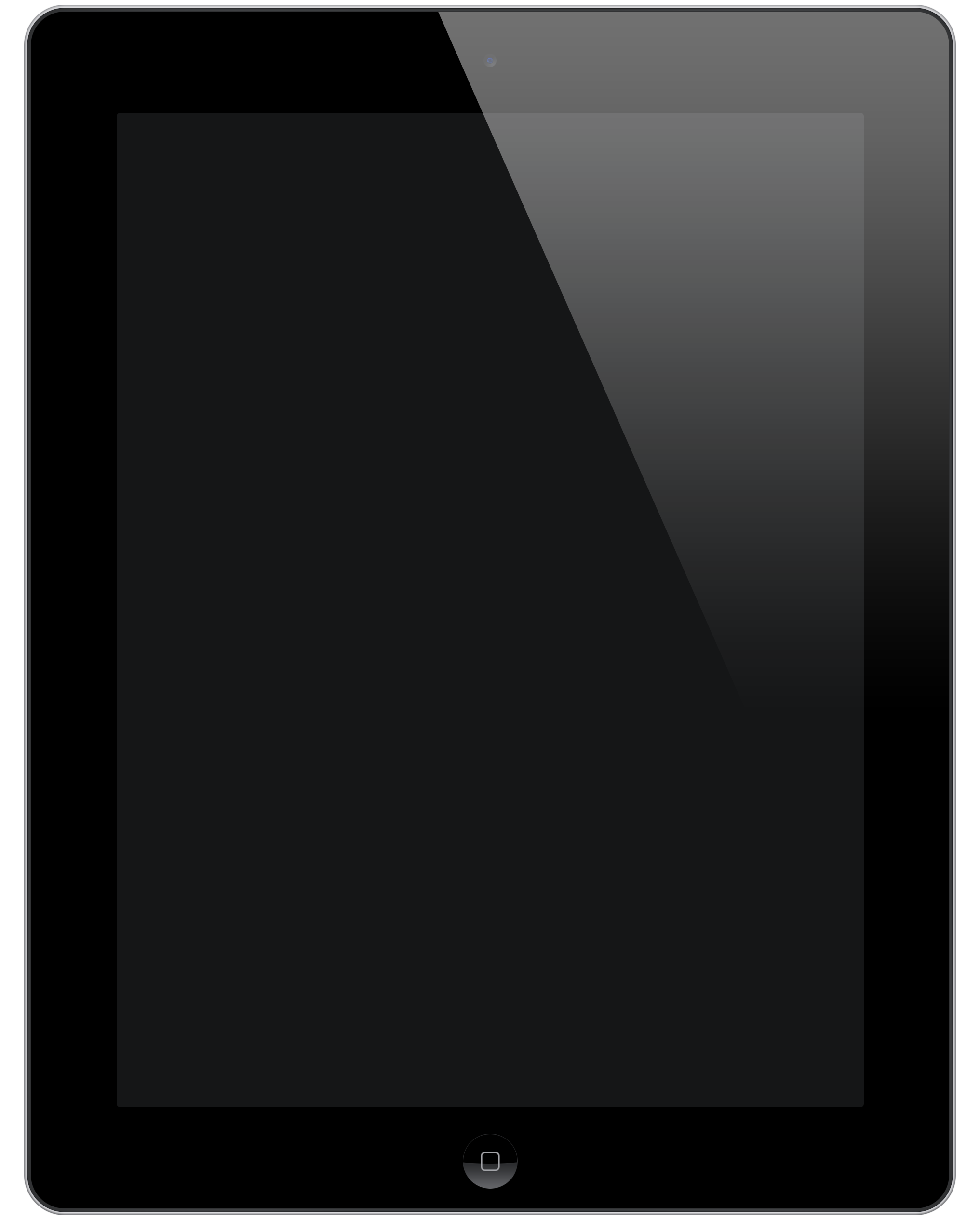
iPad 2, 3ª geração, 4ª geração, Air e Air 2
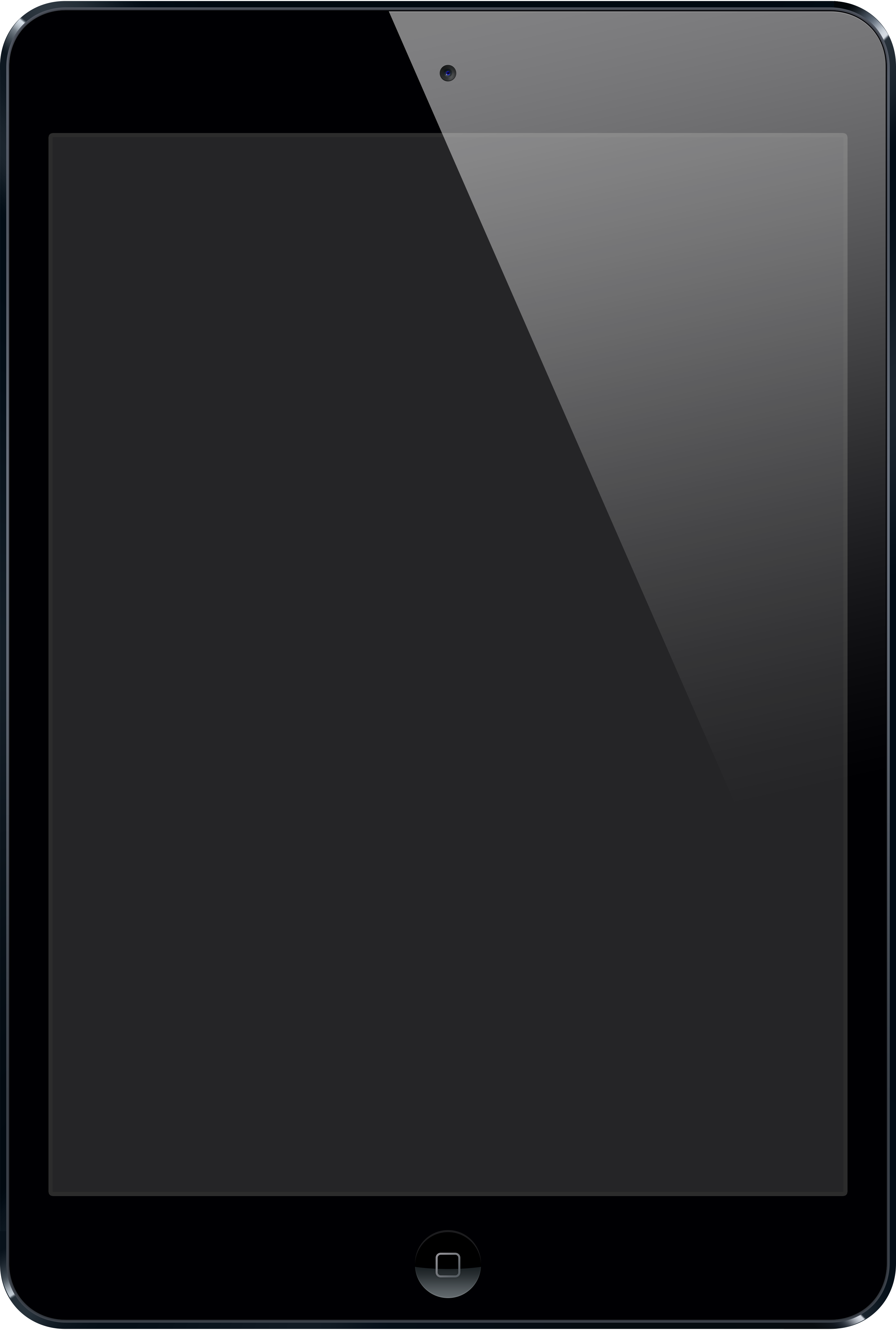
iPad mini, iPad mini 2 e iPad mini 3

## Ligações Externas
- «Sítio oficial» – site oficial